# R.C. Rickmers
Le R.C. Rickmers était un cinq-mâts barque allemand, à coque et mâts acier, construit dans les chantiers navals de la Rickmers & Cie pour leur propre société de transport maritime. Il était équipé d'un moteur auxiliaire à vapeur pouvant le mener à une vitesse maximale de neuf nœuds.

## Histoire

### Sous le nom deR.C. Rickmers
Le R.C. Rickmers est lancé le 8 février 1906, pour prendre la suite du Maria Rickmers, lancé en 1891 et perdu en mer, en juillet 1892, lors de son retour de Saïgon.
À la suite du naufrage du sept-mâts goélette Thomas W. Lawson en décembre 1907, il reste le plus grand voilier-cargo en navigation jusqu'au lancement du France II en 1911.
En 1907-1908, il sert à former les cadets de la marine belge, le partenariat avec les Allemands ne sera pas reconduit.
À cause du coût de navigation (personnel et prix du charbon) il devient peu rentable. Ne trouvant pas d'acheteur durant la période 1910-1913, le R.C. Rickmers retourne sur son propre chantier naval. Il subit les modifications nécessaires pour devenir un navire-école pour la formation de la nouvelle génération de marins de la compagnie.

### Sous le nom deNeath
Au début de la Première Guerre mondiale, lors d'un transport de charbon, il est confisqué par la Royal Navy en 1914, dans le port de Cardiff.
Il est rebaptisé Neath, du nom d'une commune du Pays de Galles située sur le fleuve du même nom.
Le 27 mars 1917, revenant de Maurice avec une cargaison de sucre, le Neath est coulé par le sous-marin allemand U-66 au sud-est du rocher du Fastnet, proche des côtes de l'Irlande.

## Autres caractéristiques
- Coque : noire.
- Figure de proue : le buste du fondateur de l'entreprise Rickmers, Rickmer Clasen Rickmers.
- Nombre de ponts : deux, en acier (longueur = 128,80 m).
- Capacité de chargement : 7900 tonnes.
- Surface de voilure : 6 045 m2 (40 voiles) ou 5 025 m2 (38 voiles).
- Hauteur de mât:  67 m.